# Luka Kapulica
Luka Kapulica, né le 18 janvier 2005 à Split en Croatie, est un footballeur croate qui évolue au poste de milieu offensif au HNK Gorica.

## Biographie

### Carrière en club
Né à Split en Croatie, Luka Kapulica est notamment formé par le NK Mosor (en) puis par le HNK Hajduk Split où il officie notamment comme capitaine avec les équipes de jeunes. Toutefois, il ne joue aucun match avec l'équipe première et en juillet 2022 il rejoint le HNK Gorica. Le transfert est annoncé dès le 20 avril 2022,.
Il joue son premier match en professionnel le 26 octobre 2022, face à son ancien club, le HNK Hajduk Split. Il entre en jeu à la place de Jurica Pršir et son équipe est battue par trois buts à un. Kapulica commence à jouer avec l'équipe première au cours de cette saison 2022-2023, au sein d'une équipe qui lutte pour son maintien. Son entraîneur, Igor Angelovski le qualifie alors de "joyau" estimant que le joueur de 17 ans a du potentiel.
Kapulica inscrit son premier but en professionnel le 1er mai 2023, lors d'une rencontre de championnat face au NK Lokomotiva Zagreb. Il entre en jeu à la place de Toni Fruk et permet à son équipe d'égaliser (2-2 score final).

### En sélection
Luka Kapulica représente l'équipe de Croatie des moins de 17 ans. Il joue un total de deux matchs en 2022 et marque un but, lors de sa première apparition, le 7 février contre la Russie (victoire 2-1 des Croates).
Kapulica joue également trois matchs avec les moins de 19 ans, tous les trois en 2023 dont deux comme titulaire.